# Rhinocladium pulchrum
Rhinocladium pulchrum är en svampart som beskrevs av S. Hughes & Hol.-Jech. 1980. Rhinocladium pulchrum ingår i släktet Rhinocladium, divisionen sporsäcksvampar och riket svampar.   Inga underarter finns listade i Catalogue of Life.